# Telestula corrugata
Telestula corrugata is een zachte koraalsoort uit de familie Clavulariidae. De koraalsoort komt uit het geslacht Telestula. Telestula corrugata werd in 1908 voor het eerst wetenschappelijk beschreven door Nutting. 